# Nataniel (Popp)
Nataniel, imię świeckie William George Popp (ur. 12 czerwca 1940 w Aurora) – arcybiskup Kościoła Prawosławnego w Ameryce. Locum tenens Kościoła Prawosławnego w Ameryce po rezygnacji metropolity Jonasza.

## Życiorys
Jest pochodzenia rumuńskiego. Wychował się w rodzinie należącej do Kościoła Rumuńskiego Zjednoczonego z Rzymem i pragnął zostać kapłanem tego obrządku. Studiował teologię katolicką m.in. w Rzymie i 17 czerwca 1966 przyjął święcenia diakońskie, zaś 23 października tego samego roku – kapłańskie. W styczniu roku następnego powrócił jako ksiądz wikariusz do rodzinnej miejscowości i pracował w cerkwi św. Michała Archanioła w Aurora.
Już w czasie studiów zainteresował się duchowością i teologią prawosławną, toteż po kilku miesiącach pracy duszpasterskiej w Aurora podjął decyzję o podjęciu starań na rzecz konwersji na prawosławie. Został uczniem duchowym arcybiskupa Waleriana (Trify) i ostatecznie przyjął prawosławie 15 lutego 1968 w monasterze w Vatra Româneasca. W klasztorze tym przebywał przez kilka lat, po czym otrzymał nominację na proboszcza cerkwi Krzyża Świętego w Hermitage.
21 października 1980 złożył w tym samym monasterze śluby małej schimy, po czym natychmiast został podniesiony do godności archimandryty. W soborze św. Jerzego w Detroit, 15 listopada 1980, miała miejsce jego chirotonia biskupia – został biskupem Dearborn Heights, wikariuszem diecezji rumuńskiej. Godność tę pełnił do 1984. 17 listopada tego roku został biskupem ordynariuszem tej samej diecezji. Odnosił znaczne sukcesy w pracy na rzecz organizacji nowych, etnicznie rumuńskich parafii w Stanach Zjednoczonych oraz tworzeniu monasterów zachowujących tradycję życia mniszego w tym kraju. Jednak dopiero w 1994 mógł udać się na pielgrzymkę do Rumunii na zaproszenie patriarchy Teoktysta. W 2003 udał się tam ponownie, by odebrać doktorat honoris causa uniwersytetu w Oradei. 20 października 1999 został arcybiskupem.
Jest zwolennikiem jednoczenia jurysdykcji etnicznych działających na terenie Ameryki Północnej w jednym Kościele prawosławnym.
Interesuje się tradycyjną sztuką rumuńską, jest autorem szeregu ikon pisanych na szkle.
W lutym 2011, w związku z udaniem się metropolity Jonasza na dwumiesięczny urlop, jako najstarszy hierarcha został tymczasowym administratorem Kościoła Prawosławnego w Ameryce. W lipcu 2012 mianowany locum tenens Kościoła (z biskupem nowojorskim Michałem jako administratorem) po rezygnacji metropolity Jonasza z urzędu. Zakończył sprawowanie obowiązków 13 listopada 2012 w momencie wyboru dotychczasowego arcybiskupa Filadelfii i Wschodniej Pensylwanii Tichona na metropolitę całej Ameryki i Kanady.